# Sven-Åke Johansson

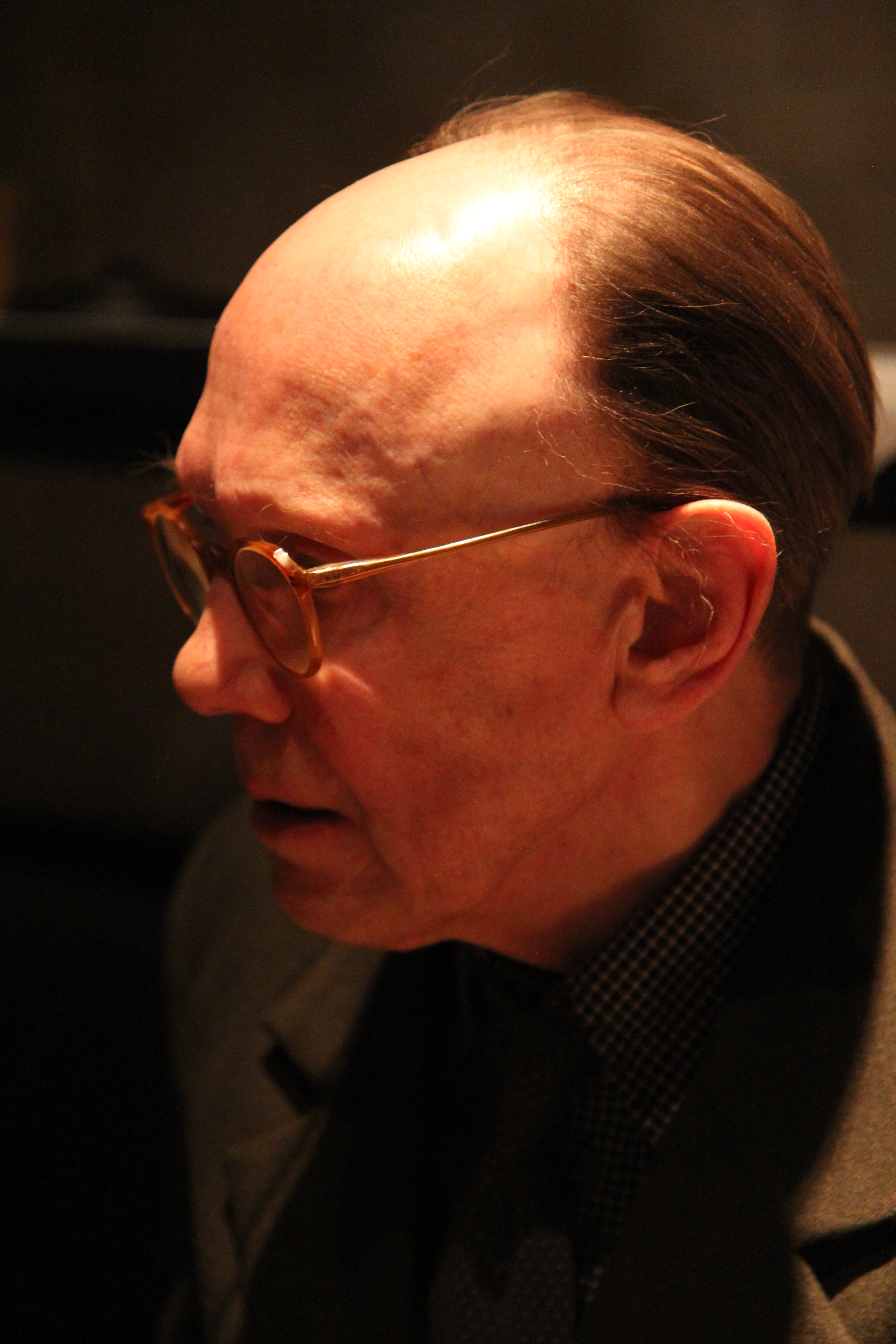
Nach der Aufführung von „Stadt der 1000 Feuer“ in Mannheim (2014)

Sven-Åke Johansson (* 28. November 1943 in Mariestad; † 15. Juni 2025 in Berlin) war ein schwedischer Komponist, Musiker, Autor und bildender Künstler. 
„Er machte Alltagsgeräusche als Musik kenntlich, als Manifest schwingender Schönheit“, schrieb Karl Bruckmaier in seinem Nachruf.

## Leben und Wirken
Johansson begann als Schlagzeuger in der Tanzband von Bosse Skoglund, spielte 1965 in Gruppen um Bobo Stenson und in Spanien und Frankreich mit Ran Blake. Er war dann an der ersten Schallplattenaufnahme des Globe Unity Orchestra beteiligt und wurde 1967 Mitglied des Trios von Peter Brötzmann mit Peter Kowald, mit denen er auch auf dem Album Machine Gun spielte. Er lebte ab 1968 in Berlin und war mit Brötzmann, Kowald, Manfred Schoof und Alexander von Schlippenbach sowie seiner Modernen Nordeuropäischen Dorfmusik an der Entwicklung der europäischen Version von Free Jazz und freier Improvisationsmusik beteiligt. Anschließend nahm er eine erste Soloplatte Schlingerland auf und bildete mit Alfred Harth und Nicole Van den Plas das Trio EMT. Bereits damals verwendete er unübliche Materialien (z. B. Schaumstoff, Telefonbücher usw. für perkussive Effekte). Anschließend konzentrierte er sich auf das mehrere Jahrzehnte bestehende Duo mit Alexander von Schlippenbach, in dem er verstärkt Akkordeon spielte und Spontangedichte rezitierte. Bei der Uraufführung seiner Paul Lincke Musik für kleines Ensemble (1977) traten erstmals Conrad Bauer und Ernst-Ludwig Petrowsky in Westberlin auf. Mit letzterem, Hans Reichel und Rüdiger Carl bildete er das Bergisch-Brandenburgische Quartett. In seinem Nordeuropäischen Melodie- und Improvisationsorchester wirkten u. a. Carl Reichel, Wolfgang Fuchs, Radu Malfatti, Maarten Altena und Norbert Eisbrenner mit. In seinem Ol’ Man Rebop Ensemble spielen u. a. Ulrich Gumpert und Axel Dörner. 2001 entstand auf HatHut mit dem Pianisten Per Henrik Wallin das Duoalbum Proclamation I. Er führte ab 2010 im Duo mit Oliver Augst das Live-Programm Eisler im Sitzen auf; das gemeinsame Programm In St. Wendel am Schloßplatz wurde im Deutschlandfunk gesendet.

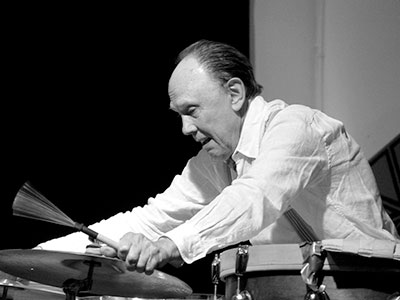
Sven-Åke Johansson (2015)

Über seine 100 Einspielungen auf Tonträgern hinaus publizierte Johansson auch mehrere Bücher mit Gedichten und anderen Texten und trat als Maler wirksam, mit zahlreichen Ausstellungen, in Erscheinung. Außerdem initiierte er Musiktheaterproduktionen wie „Die Harke und der Spaten“ oder (zusammen mit Alexander von Schlippenbach) „Ueber Ursache und Wirkung der Meinungsverschiedenheiten beim Turmbau zu Babel“. 1996 führte er ein Konzert für zwölf Traktoren in Leipzig auf, welches 2013 bei den Klangspuren im Tiroler Schwaz erneut aufgeführt wurde.
In den letzten Jahren war Johansson schwer krank, erhielt sich jedoch seine Neugierde und Kreativität; er stellte sein Schlagzeugspiel so um, wie es ihm sein Körper noch erlaubte. 2024 nahm ihn die Königlich Schwedische Musikakademie als Mitglied auf. Am 15. Juni 2025 verstarb er 81-jährig in einem Berliner Hospiz.

## Diskografie (Auswahl)
- Schlingerland (SAJ/Atavistic, 1972) solo
- Six Little Pieces for Quintet (HatHut Records, 1999) mit Axel Dörner
- Barcelona Series (HatOLOGY, 1999) mit Axel Dörner, Andrea Neumann
- Christine Sehnaoui / Sven-Åke Johansson: La Vase / Slikke (SÅJ, 2010)
- 1974-2004 (Umlaut, 2011), mit Per Henrik Wallin
- Die Harke und der Spaten (Umlaut, 2011, rec. 1998) mit Axel Dörner, Mats Gustafsson, Per Åke Holmlander, Sten Sandell, Matthias Bauer, Raymond Strid
- Für Paul Klee (Jazzwerkstatt 2012/SAJ 2020), mit Aki Takase, Alexander Schlippenbach, Werner Dafeldecker, Axel Dörner, Paul Lovens, (rec. 2012)
- Sven-Åke Johansson, Lars Greve & August Rosenbaum: All Romantic (Hiatus, 2013)
- Neuköllner Modelle : Denzler, Grip, Johansson: Sektion 1–2 (2016)
- Fluxus +/- (Psych.KG, 2017), mit Bill Dietz, Peter Ablinger, Kommissar Hjuler & Mama Baer
- Burkhard Beins / Rhodri Davies / Sven-Åke Johansson: Fallstudien (2017)
- Sven-Åke Johansson Orchestra: Das Marschorchester (2017)
- Liz Allbee / Annette Krebs / Sven-Åke Johansson: Frost (2017)
- Alexander von Schlippenbach / Sven-Åke Johansson: Ein Abend in Pöseldorf (2017)
- Sven-Åke Johansson: Hudson Songs (2017, rec. 2007) Solo
- Sven-Åke Johansson: Lind (2017)
- Jan Jelinek & Sven-Åke Johansson plusplusplus (SAJ 2018)
- Sven-Åke Johansson & Thomas Kapielski: Das Moabiter Duo - recovered (Fantôme Verlag, 2019)
- Neuköllner Modelle (Joel Grip / Sven-Åke Johansson / Bertrand Denzler): Zyklus 1 (Umlaut Records, 2019)
- Bergisch-Brandenburgisches Quartett: BBQ Live ’82 (ed. 2022, rec. 1982), mit Hans Reichel, Rüdiger Carl und Ernst-Ludwig Petrowsky
- Stumps (Ni Vu Ni Connu, 2022), mit Axel Dörner, Pierre Borel, Joel Grip, Simon Sieger
- Hans Reichel & Sven-Åke Johansson: Loft München 1980 (ed. 2023), mit Ernst-Ludwig Petrowsky
- Stumps (Second Version) (Trost Records, 2025)

## Schriften
- Dynamische Schwingungen mit Händen und Füßen gespielt. Wolke-Verlag, Hofheim 2021; ISBN 978-3-95593115-5

## Hörspiele
- In St. Wendel am Schloßplatz.. (Augst/Johansson), DLF Kultur, 2017[5]
- Alle Toten 1914 (Augst/Birke), DLF Kultur, rbb, Volksbühne Berlin, hr 2014 – Mitwirkung als Sprecher, Sänger, Musiker
- Stadt der tausend Feuer (Augst/Birke), hr/SWR 2012 – Mitwirkung als Sprecher, Sänger, Musiker
- Kippenberger hören (Augst/Carl), rbb/DLR 2008 – Mitwirkung als Sprecher, Sänger, Musiker